# 2019年江苏响水天嘉宜化工厂爆炸事故
|  |

2019年江苏响水天嘉宜化工廠爆炸事故，中国国务院命名为江苏响水天嘉宜公司“3·21”特别重大爆炸事故，是于2019年3月21日在中國江蘇省鹽城市響水縣江苏天嘉宜化工有限公司工厂厂区内發生的爆炸事故，国务院认定本次事故为特别重大事故。
這次爆炸事故系由固体危险废物储存仓库中的苯燃烧发生爆炸引发的。根据鹽城市人民政府新闻办公室消息，截至3月25日，事故已造成78人死亡、共收治伤员617人 ，其中21人危重伤、73人重伤，523人轻伤。

## 事故背景

### 当地背景
2000年后，随经济发展与政策变动，大批苏南化工厂项目转移，部分迁至苏北。苏北地区化工产业集聚给苏北沿海地区带来排污污染，造成一定生态破坏。至2019年，江苏已是中国大陆农业化学品产量最大的省份。
事发的江苏响水生态化工园区为江苏化工企业主要集聚地之一。据《第一财经》初步统计，注册地址位于江苏响水生态化工园区的公司中有四家上市公司的子公司，包括联化科技、江苏吴中实业、江苏雅克科技、上海安诺其集团，另外还有部分上市公司间接持股的公司落址在该园区。
当地此前已发生多起化工企业安全事故。2007年11月27日，江苏联化科技有限公司爆炸事故，造成8人死亡。2010年11月23日，江苏大和氯碱化工公司发生氯气泄漏，30余人中毒。2011年2月10日，当地曾发生由于误传化工厂爆炸谣言导致上万名居民紧急逃离的闹剧。2011年5月18日，南方化工厂重大火灾，并于7月26日再次发生事故，发生爆炸并引发火灾。
据媒体报道，响水县宣传部门在2007年事故后曾经有过对事故报道与舆论进行干预的行为，被称为“响水经验”。此后响水在2011年发生大逃亡和本次爆炸后，“响水经验”均被旧事重提。
据《中国经济周刊》报道，爆炸事故发生时正值下午上班时间。由于去年以来被要求停业整顿，事发时园区内恢复生产的工厂并不多。

### 涉事企业
发生本次爆炸事故的“天嘉宜化工有限公司”成立于2007年4月，原名为“江苏倪家巷化工有限公司”，位于江苏省江阴市，2009年因太湖蓝藻污染事件搬迁至江苏响水生态化工园区。其业务为精细化工产品制造以及销售，包括间羟基苯甲酸、苯甲醚、KSS产品。公司的实际控制人为张勤岳，曾因污染环境罪被判刑。据澎湃新闻查证，该公司共有6条行政处罚记录，包括违反固体废物管理制度、违反环境影响评价制度、违反大气污染防治管理制度等。
据《江苏天嘉宜化工有限公司环保设施效能评估及复产整治报告》显示，该公司厂区内建设有KSS装置，间羟基苯甲酸装置，甲醇裂解制氢装置，间苯二胺、邻苯二胺、对苯二胺装置，三羟甲基氨基甲烷装置，均三甲基苯胺装置，2,5-二甲基苯胺装置，3,4-二氨基甲苯装置，二甲胺基苯甲酸装置，M0（2-氨基丁醇）装置，对甲苯胺装置、3,5-二羟基苯甲酸装置等13个生产装置（含15个产品）以及固废和废液焚烧装置。

### 政府监管
2012年，涉事的天嘉宜化工有限公司曾因不當處置化學廢料100餘噸、嚴重污染環境，而被处罚100萬元人民幣。2017年9月，天嘉宜因為違反環境汙染和公共安全管理的相關規定，遭到響水縣环境保护局处罚。2018年2月，国家安全生产监督管理总局办公厅点名指出当地多家化工企业的安全隐患，其中涉事的天嘉宜化工即有13项。国家安监总局在当时的通报中指出，该企业存在主要负责人及特殊作业人员未经考核合格、生产装置操作规程不完善、机柜间和监控室违规设置在硝化厂房内、现场管理差、跑冒滴漏较多、现场安全警示标识不足、动火作业管理不规范等问题。从2017年到2018年，涉事的天嘉宜公司曾多次被盐城市环保局和响水县环保局行政处罚，累计罚款至少101万元人民币。
2018年4月，因当地化工園區的水汙染問題，包含天嘉宜在內的化工園區工廠遭到环保部门勒令停工，在同年8月提交环保整治改善報告後，園區內的天嘉宜工廠便再度復工。
据澎湃新闻报道，自3月1日至14日，当地政府先后4次提及有关工业安全生产等问题，并曾要求县内工业企业全力抓好安全生产工作，全面排查整改各类隐患。在爆炸发生的当天上午，响水县安全生产委员会还召集全县重点企业主要负责人开展了“安全生产培训专题讲座”。据澎湃新闻报道，事故发生时有两名安监人员正在涉事工厂内检查，并在事故中受伤。
据《北京青年报》，当地政府有在环保检查开始前，提前几天通知企业“做好准备”的做法，环保部门有些业务员检查时甚至不懂化工厂机器的原理。据联合新闻网报道，有舆论批评当局监管不力是酿成此次悲剧的主要原因。多维新闻报道指，事故的一个重要的原因是，有关部门“以罚代管”，在开出处罚后便没有下文，并且没有对存在安全隐患的企业进行长期的追踪和监管。中央政法委门户网站中国长安网批评指，该县在工业安全监管方面监管不力，暴露出当地政府的形式主义、官僚主义。中国中央电视台批评称，部分官员的执迷不悟一方面是长期以来经济发展至上的扭曲政绩观惯性使然；另一方面则是侥幸心理作祟。《湖南日报》批评道，此次事故背后不仅是涉事企业对安全生产的漠视，也与当地政府“扭曲的政绩观”有关联。澎湃新闻批评指，“说到底还是因为心存侥幸，从职能部门的监管到企业的管理都出现了懈怠，导致整改不力，漏洞没有及时填补。”

## 事发经过
据天嘉宜化工有限公司公用管理车间主任段鹏回忆称：“爆炸发生前，我正在指导手下的工人干活儿，突然听到企业副主管呼喊说着火了，我跑出去一看，在废料车间的方向有很高的火苗窜了起来，但是因为中间隔着其他车间的厂房，所以具体着火点看不清楚，都是烟，只能判断大概的位置。”段鹏回忆称，厂区内几乎所有车间都有灭火器，所以他顺手便拿起了灭火器往着火的方向跑，“结果还没等我过去，就发生了第一次爆炸，我被冲去了很远，脑袋一阵懵，然后很快就来了第二次爆炸。”有工人根据事故航拍图指出发生爆炸的地方位于废料车间，这个车间用于储存硝化废弃物、黑焦油等易燃化学品，当硝化物晾干后，静电即可引起起火爆炸。
2019年3月21日14时48分，江苏响水生态化工园区天嘉宜化工有限公司发生爆炸。据中国地震台网测定，此次爆炸相当于面波震级2.2级左右的地震，震中位于北纬34.33度，东经119.73度。监控摄像头记录到化学储罐发生爆炸，冲击波从紧闭的卷帘门后喷涌而出，玻璃窗碎裂、尘雾卷起，覆盖住镜头。

## 救援响应

### 事故救援
3月21日14时52分，盐城市消防救援支队响水县大队接到首次报警。事发后，盐城市消防救援支队共派出41辆消防车、188名消防员前往救援。数个小时后，江苏全省12个市消防救援支队，共73个中队、930名消防人员、192辆消防车和9台重型工程机械陆续增援。21日晚9时30分许，现场的火势依然非常猛烈，黑烟滚滚。航拍结果显示现场仍有多处火点持续燃烧。3月22日7时，事发厂区3处着火的储罐和5处着火点全部被扑灭。
据《新京报》报道称，来自盐城、东台、南通等多个城市的近20辆救护车集中在响水县医院，事发后共有3500名医护人员、16家医院、90辆救护车参与救治，接收医治的伤员共计640名。厂区附近王商村小学教室则有部分学生受轻伤，其中五六名学生因伤口较大、进行了缝合处理。三名老师受伤、其中一人伤势较重。有伤者家属通过网络流传的照片寻获亲人。据《华盛顿邮报》报道，当地家长和居民发布发布视频显示有儿童和成人面部及手部沾满鲜血，当地医院人满为患，亦有视频显示街道上散布多具遗体。22日，响水当地居民自发组织为伤者献血，深夜在献血车前排起长队。
3月22日，针对此次爆炸事故，中共中央总书记习近平要求全力抢险救援，坚决防范重特大事故发生；国务院总理李克强要求全力以赴救治受伤人员，最大程度减少伤亡。

### 环境监测
事件发生后，当地空气中的二氧化硫、氮氧化物浓度，曾一度超标57倍和248倍。江苏省生态环境厅称，环境部门在下风向3500米处进行采样勘察，二氧化硫和氮氧化物严重超标，苯、甲苯和二甲苯未超过最高限值。园区内新民河闸内、新丰河闸内和新农河闸内不同程度的检出三氯甲烷、二氯甲烷、二氯乙烷和甲苯的挥发性有机物组分，江苏环境厅已对闸门进行封堵措施防止污水流入主河道。江苏环境厅指出，截至22日12时，新民河闸外、灌河排污口下游3公里和灌河入海口未检出挥发性有机物。新丰河闸外检出甲苯和二氯甲烷，浓度分别为0.004mg/L和0.002mg/L，未超标。新民河闸内、新丰河闸内、新丰河闸外等不同程度检出了挥发性有机物，其中新丰河闸内浓度最高，二氯甲烷和二氯乙烷分别超过中华人民共和国国家标准《地表水环境质量标准》（GB3838-2002）的15.8倍和2.18倍。

### 搜救进度
| 截至时间        | 死亡/人 | 失踪/人 | 危重/人 | 重伤/人 | 数据来源                       | 备注及来源                                                 |
| --------------- | ------- | ------- | ------- | ------- | ------------------------------ | ---------------------------------------------------------- |
| 3月21日下午19时 | 6       | 未通报  | 未通报  | 30      | 盐城发布新浪微博、微信公众号   | [ 50 ]                                                     |
| 3月22日凌晨3时  | 12      | 未通报  | 未通报  | 未通报  | 中国中央电视台                 | 其时现场搜救出88人，12人死亡                               |
| 3月22日上午7时  | 44      | 未通报  | 32      | 58      | 事故救援指挥部第一次新闻发布会 | [ 52 ] [ 53 ]                                              |
| 3月22日上午10时 | 47      | 未通报  | 32      | 58      | 中国中央电视台                 | [ 54 ]                                                     |
| 3月22日深夜     | 62      | 28      | 34      | 60      | 中国中央电视台等               | 死者中36人待确认身份，可能与失踪者有重复                   |
| 3月23日上午7时  | 64      | 28      | 21      | 73      | 事故救援指挥部第二次新闻发布会 | 死者中38人待确认身份，可能与失踪者有重复                   |
| 3月24日中午12时 | 未通报  | 未通报  | 19      | 98      | 事故救援指挥部第三次新闻发布会 | 此次未通报死亡人数变化                                     |
| 3月25日中午12时 | 78      | 0       | 13      | 66      | 事故救援指挥部第四次新闻发布会 | 死者中22人待确认身份；失联人员下落已全部确认，其中死亡25人 |

## 附带影响
除人员伤亡以外，此次事故对当地通信、相关上市公司以及周边学校也造成的连带影响。爆炸发生后，当地有70个通信基站受到影响，而事故现场话务量剧增。为确保在事故抢救现场通信畅通，当地各基础电信企业共调用应急通信车辆26辆，抢修车辆35辆，抢修人员180人。
爆炸造成化工园周边2800多户居民房屋受损，其中89户受损较为严重无法修缮，周边居民区大量玻璃被震碎。此外还导致事故地附近的10所学校（含幼儿园）的校舍门窗、玻璃不同程度受损。10所学校自3月22日暂时停课，3月24日受损门窗安装到位，3月25日复课。

## 事故调查
3月22日，国务院成立江苏响水天嘉宜公司“3·21”特别重大爆炸事故调查组，开展调查工作，并任命应急管理部党组书记、副部长黄明为调查组组长。国务委员王勇受中央委派指导事故救援和应急处置工作。
江苏省有关方面表示，天嘉宜化工有限公司在响水负责的总经理张勤岳在事故中受伤并接受救治，涉事企业相关人员均已被公安机关控制。
3月23日，国务院调查组称，“事故暴露出的问题十分突出，表明江苏省一些地方和企业在吸取过去事故的惨痛教训、改进安全生产工作上不认真、不扎实，走形式、走过场，事故企业连续被查处、被通报、被罚款，企业相关负责人仍旧严重违法违规、我行我素，最终酿成惨烈事故。”
3月25日，国务院安全生产委员会发出紧急通知，要求“深刻吸取教训，全面开展危险化学品安全隐患集中排查整治；要敢于动真碰硬，持续加大安全执法力度；加强应急准备，有力有序有效应对各类事故灾害”。
4月4日，中国共产党盐城市委员会常务委员会召开会议，决定彻底关闭江苏响水生态化工园区。
11月15日，国务院批复江苏响水天嘉宜化工厂爆炸事故调查报告。经国务院调查组认定，江苏响水天嘉宜化工厂爆炸事故是一起长期违法贮存危险废物导致自燃进而引发爆炸的特别重大生产安全责任事故。中共中央纪委、国家监委对中共江苏省委常委、江苏省人民政府常务副省长樊金龙和江苏省人民政府副省长费高云分别给予党内警告处分和政务记过处分；江苏省纪检监察机关对事故中涉嫌违纪违法问题的61名公职人员进行严肃问责；同时，江苏省公安机关对涉嫌违法问题的44名企业和中介机构人员立案侦查并采取刑事强制措施。江苏倪家巷集团有限公司法定代表人，董事长兼总经理、江苏天嘉宜化工有限公司实际控制人倪成良，江苏天嘉宜化工有限公司总经理张勤岳，江苏天工大成安全技术有限公司董事长单国勋等44人因涉嫌非法储存危险物质罪、重大劳动安全事故罪、污染环境罪、提供虚假证明文件罪，被公安机关立案侦查并采取刑事强制措施。
2020年8月5日至7日，江苏省盐城市中级人民法院及所辖的响水、射阳、滨海等七个基层人民法院，对该事故所涉系列刑事案件进行一审公开开庭审理。
2020年11月30日，江苏省盐城市中级人民法院和响水、射阳、滨海等7个基层人民法院对江苏响水天嘉宜化工厂爆炸事故所涉22起刑事案件进行一审宣判，对7个被告单位和53名被告人分別判处不同的刑罚。

## 阻撓採訪及審查報道
据《纽约时报》和《金融时报》的报道，大量民众对当局的互联网审查行为表示不满与批评，并指一些新闻报道和社交媒体发布的信息被审查机构迅速删除。据自由亚洲电台消息，在本次事故中，当地政府为了阻挠记者采访，甚至出动无人机干扰设备，将记者用于航拍当地画面的无人机击落；当地政府还禁止外媒进入灾区范围内及其内的医院采访，采访权利只开放给少数中国内地媒体。《新京报》批评响水政府“防火、防盗、防记者”，“应对记者的‘响水经验’被扒了个底朝天，也算是舆论追债”。